# تانووو
تانووو (به لهستانی:  Tanowo) یک روستا در لهستان است که در گمینا پلیس واقع شده‌است. تانووو ۸۴۰ نفر جمعیت دارد.